# RuneQuest
RuneQuest è un gioco di ruolo fantasy pubblicato per la prima volta nel 1978 dalla Chaosium.
RuneQuest divenne rapidamente la seconda più popolare ambientazione per un gioco di ruolo dopo Dungeons & Dragons. La prima e seconda edizione erano ambientate nel mitico mondo di Glorantha, mentre la terza edizione a metà degli anni ottanta era più generica ed ottenne un successo molto minore. Il nucleo delle regole di RuneQuest costituirono il Basic Role-Playing System e diedero inizio all'era dei Giochi di ruolo simulazionisti.
A causa delle difficoltà economiche in cui si trovava la Chaosium al termine degli anni ottanta il gioco venne venduto alla Avalon Hill mediante un complesso accordo che richiedeva che tutto il materiale correlato a Glorantha venisse preventivamente approvato dalla Chaosium. In un tentativo di avere anche un'ambientazione da poter usare liberamente l'Avalon Hill supportò anche un'ambientazione di "default", Fantasy Earth, basata su un'interpretazione fantasy di diverse ere storiche precedenti l'Era moderna. Successivamente l'Avalon Hill pubblicò del materiale fantasy/generico di scarsa qualità (Lost City of Eldarad, Daughters of Darkness).
Sebbene entrambi i supplementi per Fantasy Earth (Vikings e Land of Ninja) fossero ben scritti la popolarità di RuneQuest come sistema proveniva dalla forza della sua ambientazione originaria, come dimostrato rimarchevolmente dai buoni risultati di vendita delle nuove edizioni di vecchio materiale per Glorantha ormai fuori stampa. Una quarta edizione che avrebbe dovuto rinforzare il legame RuneQuest/Glorantha venne proposta, ma fu accantonata nel 1996 a metà del progetto.
Glorantha ora viene supportata da un nuovo sistema di regole detto HeroQuest che è il successore dell'intermedio Hero Wars. Parte dell'accordo che ha permesso un nuovo sistema di gioco basato su Glorantha fu il fatto che Avalon Hill deteneva i diritti sul nome "RuneQuest", ma non quelli sulle regole di gioco. Venne fatto un tentativo di pubblicare un nuovo gioco intitolato RuneQuest: Slayer, slegato da Glorantha e con un sistema di gioco originale, ma anch'esso venne accantonato. In qualche momento del 2003 i diritti del nome "RuneQuest" vennero riacquisiti dalla Issaries (la compagnia di proprietà di Greg Stafford, l'autore originario di Glorantha).

## Edizioni
- 1978 La Chaosium pubblica la 1ª edizione (a cura di Steve Perrin, Ray Turney, Steve Henderson, Warren James, Greg Stafford)
- 1979 La Chaosium pubblica la 2ª
- 1984 La Avalon Hill pubblica la 3ª edizione (a cura di Steve Perrin, Greg Stafford, Steve Henderson, Lynn Willis) - normalmente abbreviata come RQ3
- 2000 La Issaries pubblica Hero Wars, (a cura di Robin D. Laws, Greg Stafford, Roderick Robertson, Shannon Appelcline) un gioco più narrativo rispetto a RuneQuest. L'edizione però viene affrettata a causa di problemi economici ed è afflitta da numerosi errori.
- 2003 La Issaries pubblica la 1ª edizione di HeroQuest (a cura di Greg Stafford, Robin D. Laws) — sostanzialmente una revisione di Hero Wars, come avrebbe dovuto essere pubblicato.
- 2006 Mongoose Publishing pubblica una nuova edizione di RuneQuest
- 2011 Design Mechanism pubblica una nuova edizione (la 6a) di RuneQuest.

## Eredità
Il sistema di regole fu riutilizzato dalla Chaosium, che gli diede nome Basic Role-Playing System (BRP). Forma la base per diversi dei loro giochi, inclusi Il richiamo di Cthulhu e Stormbringer. Nel 2004, la Chaosium pubblicò una versione a stampa su richiesta delle regole della 3ª edizione sotto il titolo Basic Roleplaying Players Book, Basic Roleplaying Magic Book, e Basic Roleplaying Creatures Book.
Steve Perrin, uno degli autori originali di RuneQuest sviluppò un sistema simile, conosciuto come Steve Perrin's Quest Rules, considerato da alcuni fan di RuneQuest come il successore del gioco originale.